# Luma

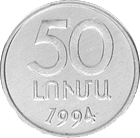
Awers monety 50 luma z 1994 roku

Luma  (orm. Լումա) – moneta zdawkowa używana w Armenii jako 1/100 drama. W 1994 wprowadzono do obiegu monety 10, 20 i 50 luma, jednak aktualnie nie są wybijane (z powodu dewaluacji najmniejszą jednostką płatniczą jest banknot 10 dramów). Monety były wybijane z aluminium.